# Art natura

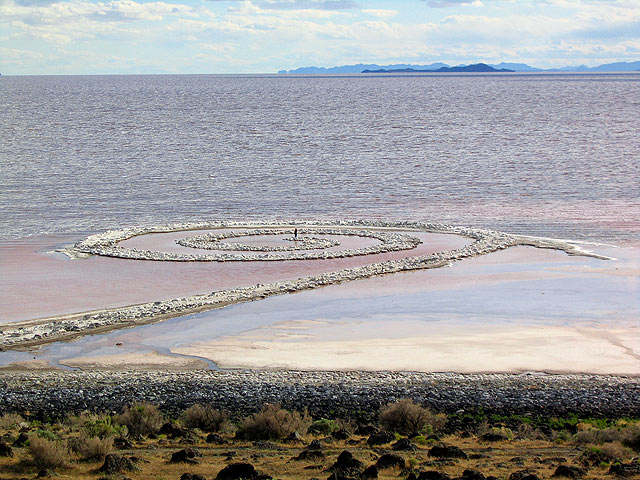
Spiral Jetty (moll en espiral) de Robert Smithson a Utah

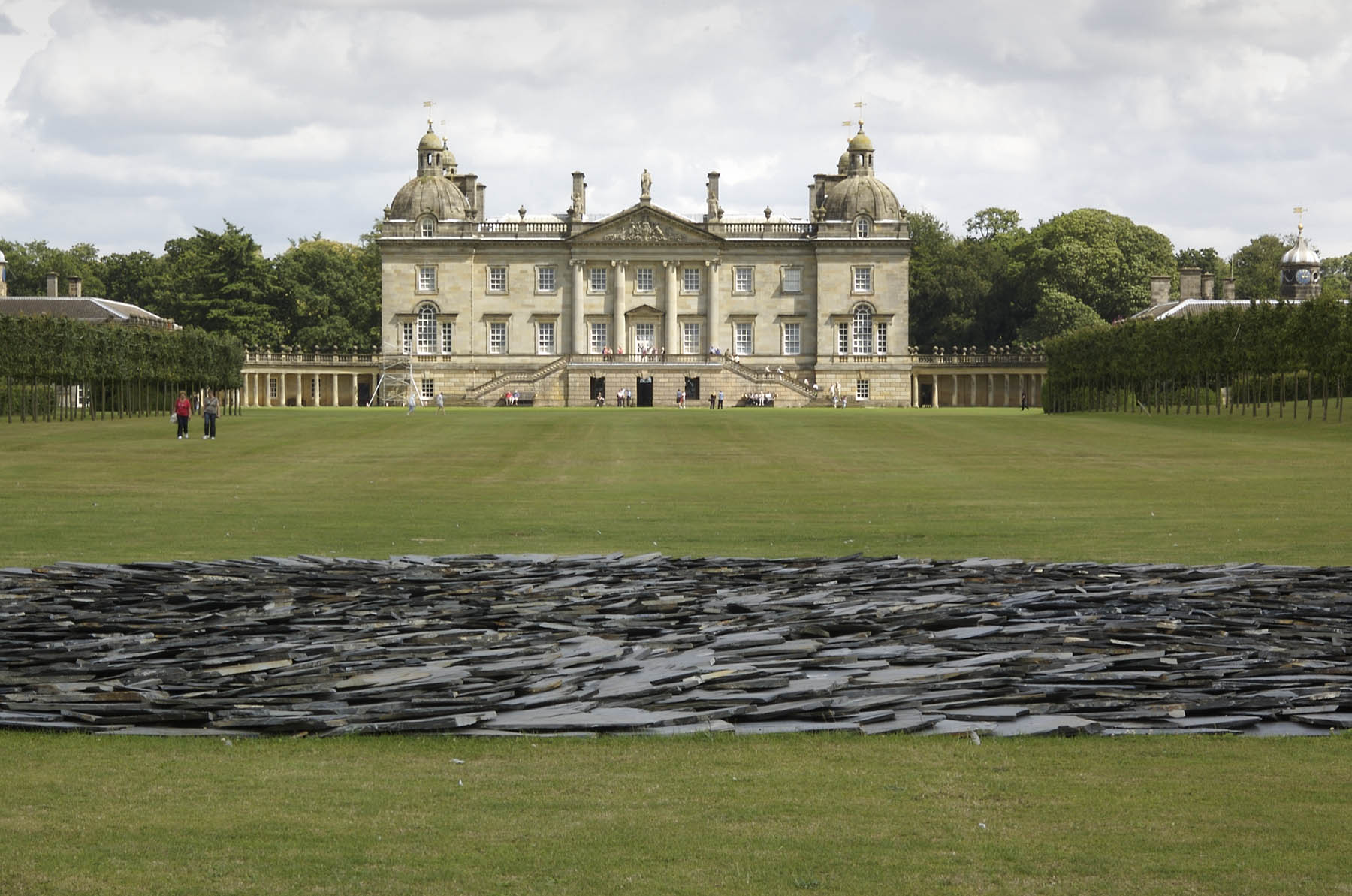
Full Moon Circle (cercle de lluna plena) de Richard Long a Norfolk

L'art natura (land art en anglès, 'art de la terra') és un moviment artístic que sorgí a finals de la dècada de 1960 i principis de la de 1970, associat en un primer moment amb la Gran Bretanya i els Estats Units, tot i que també inclou exemples d'altres països. El que identifica el moviment és que el paisatge i l'obra es troben inextricablement relacionats. Els materials utilitzats en un primer moment acostumaven a ser naturals com pedres, fulles o terra. Robert Smithson l'anomenà Earthworks ('treballs de la Terra').
Les escultures no se situen en el paisatge, sinó que el paisatge és el mitjà de la seva creació. Sovint les obres es troben en espais oberts, lluny de la civilització i són susceptibles de sofrir canvis i l'erosió pròpies de les condicions naturals. Molts dels primers treballs creats als deserts de Nevada, Nou Mèxic, Utah o Arizona eren projectes efímers dels quals només resten documents, com ara fotografies o enregistraments de video o de cinema. Tot i que de vegades era bastant inaccessible, la documentació fotogràfica s'acabava exposant en galeries d'art urbà.
Les preocupacions del moviment artístic es van centrar al voltant del rebuig a la comercialització de la creació artística i l'entusiasme amb un moviment ecologista emergent. El moviment artístic va coincidir amb la popularitat del rebuig a la vida urbana i la seva contrapartida, l'entusiasme pel que és rural. En aquestes inclinacions hi havia anhels espirituals pel que fa al planeta Terra com a llar de la humanitat.

## Història

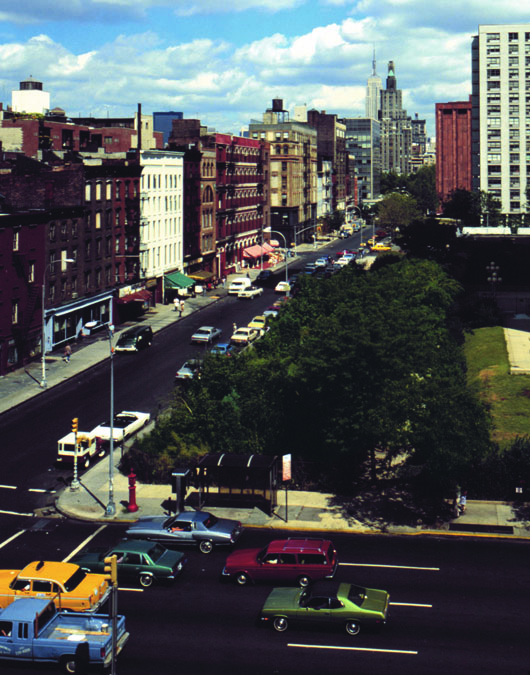
Time Landscape d'Alan Sonfist (1965), als carrers de LaGuardia i Houston a Mahattan

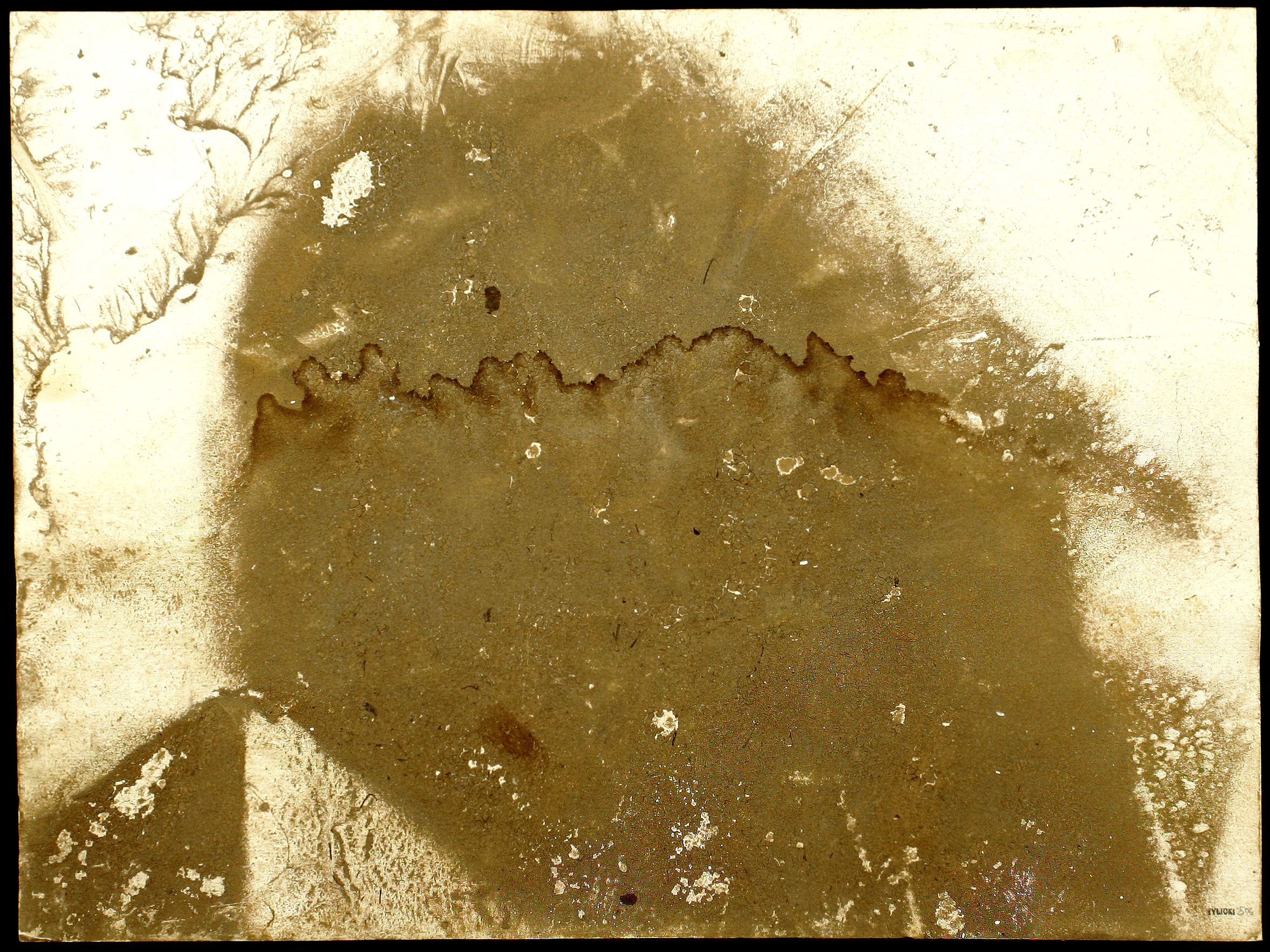
Cartró d'un museu deixat en la riba d'un riu durant 4 dies. Obra de Jacek Tylicki, S.W. de Lund, Suècia, 473 X 354 mm. 1981

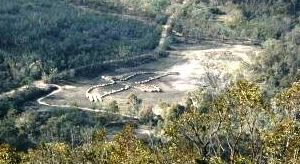
El geoglif anomenat "Bunjil" va ser construït per l'artista australià Andrew Rogers al Parc Nacional You Yangs el 2006.

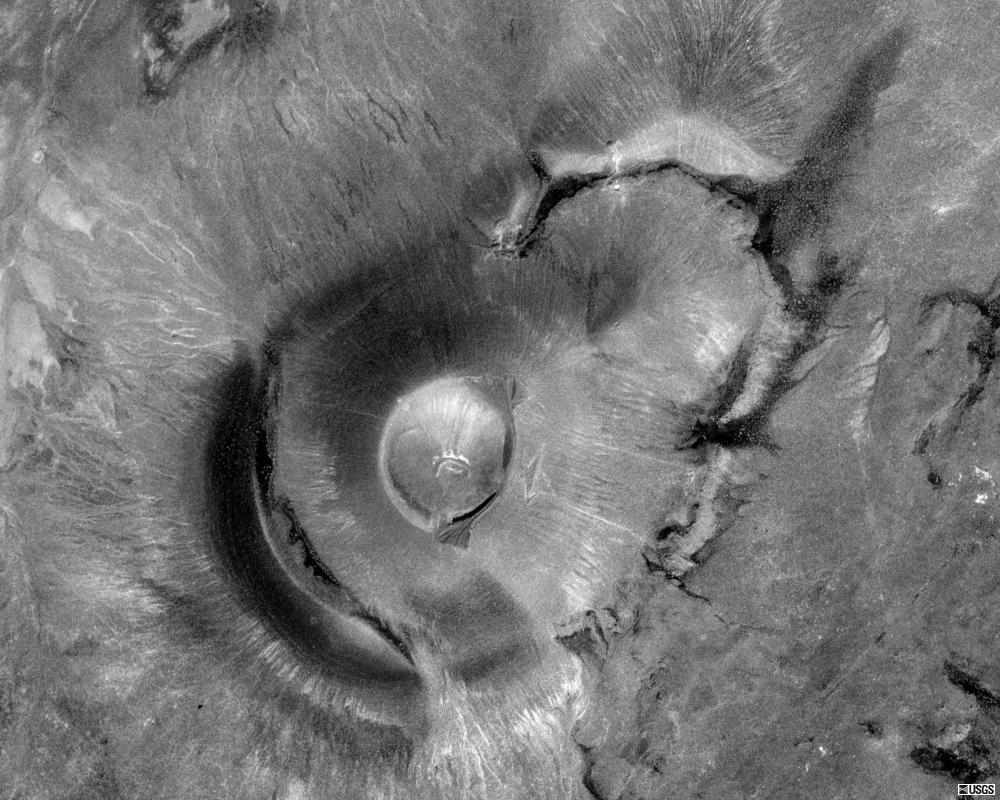
Vista des d'un satèl·lit del Cràter Roden, una "obra de la Terra en procés" de James Turrell, a prop de Flagstaff, Arizona

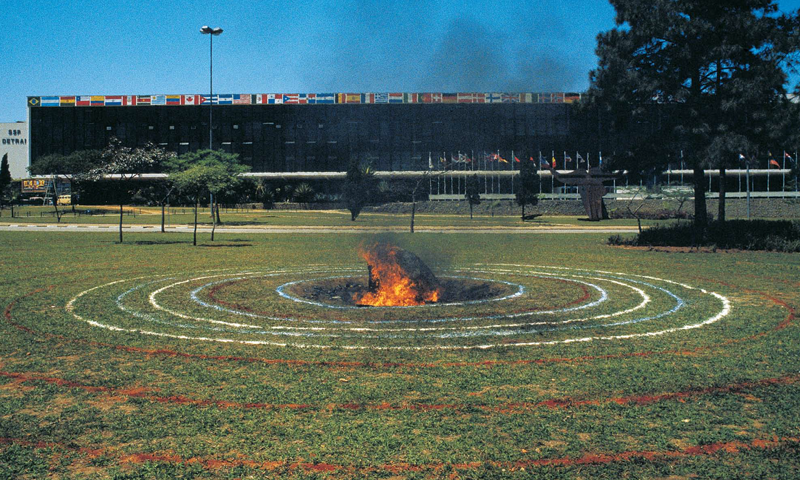
Meteorite, obra de Milton Becerra al Parc d'Ibirapuera, en la XVIII Biennial de São Paulo, Brasil (1985).

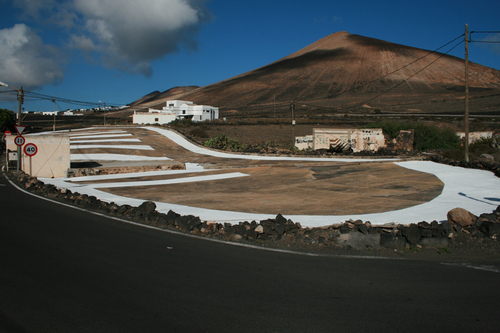
Eberhard Bosslet, efecte col·lateral X, Tías, Lanzarote, (2008)

L'art natura és una manifestació artística en contra de l'«artificialitat percebuda, l'estètica de plàstic i comercialització despietada» de l'art als Estats Units a finals de 1960. Els exponents de l'art natura trenquen l'ús de plataformes tradicionals d'exhibició, com museus o galeries, per lluitar contra la comoditat i sedentarisme que suposava l'acte d'apreciar l'art conegut fins llavors, un «art encaixonat»; per això, l'activitat d'aquest corrent artístic comença a desenvolupar-se a través de projectes en paisatges monumentals a l'aire lliure, que surten dels marges de les estructures transportables i l'art tradicional.
L'art natura s'inspira en l'art minimalista i l'art conceptual, però també en moviments moderns com De Stijl, el cubisme, el minimalisme i l'obra de Constantin Brancusi i Joseph Beuys; molts dels artistes associats amb l'art natura van estar involucrats amb l'art minimalista i l'art conceptual. El disseny d'Isamu Noguchi el 1941 per «Contoured Playgraund» a Nova York ha estat interpretat, en algunes ocasions, com una peça important en l'estadi primerent de l'art natura —tot i que el mateix artista mai va anomenar el seu treball land art, sinó simplement escultura—. La seva influència en l'art contemporani de la terra, l'arquitectura del paisatge i l'escultura ambiental és evident en moltes obres en l'actualitat.
Potser l'artista més conegut que treballava en l'art natura va ser el nord-americà Robert Smithson, l'assaig de 1968 «La sedimentació de la Ment: Projectes de la Terra» proporciona un marc crític per al moviment, interpretat com una reacció a la retirada del Modernisme dels problemes socials com la representada pel crític Clement Greenberg. La seva millor peça, i probablement la més famosa de tot l'art natura, és el Spiral Jetty (1970), per al qual Smithson disposa roques, terra i algues per tal de formar un embarcador de prop d'uns 1500 peus de llargada en forma d'espiral, que sobresurt a la Gran Salt Lake al nord de Utah, Estats Units. També podem destacar l'italià Germano Celant, fundador de l'art povera, que va ser un dels primers procuradors en promoure l'art natura.
Els artistes americans inmersos en aquest gènere que han deixat petjada han estat Carl Andre, Alice Aycock, Walter De Maria, Hans Haacke, Michael Heizer, Nancy Holt, Ana Mendieta, Dennis Oppenheim, Andrew Rogers, Charles Ross, Robert Smithson, Alan Sonfist, i James Turrell. Altres artistes també destacats però no d'origen americà han estat el britànic Chris Drury, Andy Goldsworthy, Jacek Tylicki, Peter Hutchinson, Richard Long i l'australià Andrew Rogers.

## Finalitats
La seva finalitat és produir emocions plàstiques en l'espectador que s'enfronta a un paisatge determinant. El principi fonamental de l'art natura és alterar, amb un sentit artístic, el paisatge, per produir el màxim d'efectes i sensacions a l'observador. Es pretén reflectir la relació entre l'ésser humà i la Terra, el medi ambient i el món, expressant al mateix temps el dolor, degut al deteriorament ambiental del clima que existeix avui en dia. El més important és la interacció de l'individu artista amb el medi ambient.
L'artista de l'art natura utilitza com a matèria primera per a les seves obres, la terra i el medi ambient. El suport i el material és el mateix paisatge existent, tant urbà com rural, com muntanyes i deserts. La seva principal tècnica és la instal·lació artística en el paisatge on els seus treballs arriben a interaccionar en el medi ambient de forma més directa, modificant una fracció del paisatge. Els artistes de l'art natura corregeixen la topografia, caven rases, avencs i solcs; fan grans moviments de terra utilitzant excavadores; construint enormes rampes o embalant edificis (Christo) o roques; distribuint colorants en platges o deserts, pintant arbres o pedres... Alguns, com Richard Long, simplement caminen per marcar un camí, col·loquen pedres o fan espirals amb algues.
Per això, l'art intervé dins del paisatge, dins de la seva mateixa estructura, modificant-lo. Ja sigui des d'una postura contrastant o mimètica, en la qual es realitza una operació extractiva o additiva, construïda amb elements que es troben dins d'aquest mateix entorn (terra, aigua, llum, etc.). El paisatge és part fonamental de l'obra, i indica moltes vegades què fer-hi. L'artista dialoga primer amb l'entorn i, posteriorment, gràcies a l'obra realitzada, l'entorn conservarà aquest diàleg. Així sorgeix la transformació que permet, a aquesta experiència artística, recuperar valors ancestrals, comunicar idees, pensaments i sensacions.
Per aconseguir que l'ésser humà pugui apropiar-se del territori, modificant-lo segons la seva sensibilitat, és necessari que l'artista entengui el lloc en el qual vol treballar. Amb l'art natura, l'ésser humà deixa la seva empremta en la natura, estructurant un nou paisatge sota la seva sensibilitat i capacitat d'interpretació.
L'obra final és molt més efímera que la de l'art convencional. Per això, l'obra es fotografia o es recull en plànols, esbossos o gravacions audiovisuals.

## Exponents i formes de l'art natura
En relació al paisatge i l'art:

### Ús de materials de la natura
1. Terra: (Robert Smithson, Michael Heizer). Un exemple d'això serien les obres de Michael Heizer Double Negative (Doble negativa, 1969), amb 240.000 tones de pedra sorrenca excavades i desplaçades cap al riu Virgin, a Mormon Mesa, Nevada, o la Displaced/Replaced Mass (Massa desplaçada/reemplaçada) també del mateix any, a Silver Springs (Nevada).
2. Arbres, troncs, etc.: (Nils Udo, Gary Rieveschl, Andy Goldsworthy).
3. Pedres, apilonaments, túmuls: (Richard Long, Andy Goldsworthy, Carl Vetter, Alan Sonfist). Podria citar-se com a exemple l'obra de Richard Long, A Circle in Iceland (Un cercle a Islanda, 1974), avui en dia ja desaparegut, o la d'Eva Lootz (Vienna 1940, viu a Madrid), La mano de Linneo (La mà de Linnaeus, feta a Bohuslän, Suècia, 1996), en homenatge al botànic suec.[12]

### Com a contrast o realçament de la natura
1. Teles. És prototípica l'obra de Christo i Jeanne-Claude, amb exemples com ara les Surrounded Islands (Illes rodeades, (1980-1983) al mar a prop de Miami, Florida o Wrapped Reichstag (El Reichstag embolicat), a Berlín el 1995.
2. Pintura. Un bon exemple seria el bosc pintat d'Oma (Omako basoa / Bosque de Oma, 1982-85, situat a la Reserva de la Biosfera d'Urdaibai, a prop de la cova de Santimamiñe i Gernika, al País Basc), obra del pintor i escultor basc, Agustín Ibarrola, o les seves grans pedres pintades en la natura a Muñogalindo (Àvila, Castella i Lleó).[13]
3. Parallamps, com la instal·lació de Walter de Maria anomenada The Lightning Field (Camp de llamps, 1974-1977): 400 pals d'acer de diverses altures clavats a Quemado, Nou Mèxic.
4. Aparells, màquines, mòbils en els quals intervenen les forces de la natura, com ara el foc, l'aire o l'aigua (Susumu Shingu, Toni Milián, Eduardo Chillida). A tall d'exemple es pot proposar Pinta del Vent XV (Haizearen Orrazia XV / Peine del viento XV, Donòstia / Sant Sebastià, 1977-78), d'Eduardo Chillida, feta en col·laboració amb l'arquitecte Luis Peña Ganchegui, i que consisteix en una sèrie de tres escultures d'acer imbricades en les pedres ran de mar, amb una plataforma amb unes sortides d'aire i aigua que es proveeixen de les ones que trenquen contra les roques i les escultures i que fan un soroll específic;[14] o també Marea Negra, una font mòbil i multimèdia amb peixos vius de Toni Milián (1990).

### Redescobriment i posada en escena de l'ordre còsmic i de les forces de la natura
1. Orientacions, solsticis i equinoccis (Robert Morris, Nancy Holt).
2. El vent a través de la força eòlica (Douglas Hollis)
3. El foc i la llum (Susumu Shingu)
4. L'aigua: corrents d'aigua, les restes que deposita un riu o el mar (Eberhard Eckerle, Dominique Arel)

### Altres
- L'art conceptual en l'art de natura: La natura i la persona, accions:
  - Amb grups i artistes com ara Grup de Treball (anys 1970, Catalunya), Fina Miralles, Àngels Ribé, Francesc Abad, i les estructures flotants de José María Yturralde, Perejaume o Nacho Criado[12]

El temps expressat com a art:
- La descomposició, el cicle vital (Jochen Duckwitz, Andrew Leicester)
- El reciclatge (Gary Rieveschl)
- Fecundación, art efímer destruït per la superstició dels caminants (Toni Milián. 1984. Guatiza, Lanzarote)
- El moviment, el caminar o passejar com a art: (Richard Long, Hamish Fulton). És típica l'obra de Richard Long A Line Made by Walking (1967).

## Relació art natura-vida
Tot tipus d'art té, inevitablement, relació amb la vida perquè aquest és fruit dels sentiments humans, de la voluntat d'expressar allò que, a vegades, és difícil de fer amb paraules. En aquest cas, podem veure que l'art natura estableix un tipus de relació intrínseca i directa amb la vida, és a dir, les obres d'art d'aquest moviment són de la vida i amb vida i se situen o hi ha vida: parlem d'obres d'art fetes de pedres, arbres, deixant marques a la mateixa natura, esculpint directament a les roques... Aquest fet mostra com la natura es presenta -i no pas es representa- com a element artístic. Així doncs, el marc on esculpim l'obra és a la natura: a la vida.

## Centres relacionas amb l'art natura
Existeixen centres d'art o parcs d'escultures que treballen en la difusió i investigació d'aquest moviment artístic en alguns països occidentals. A Espanya existeixen alguns projectes com el CDAN (Centro de Arte y Naturaleza de la Fundación Beulas) a Osca, la Fundación NMAC (Montenmedio, Cadis), SIERRA Centro de Arte Arxivat 2019-12-31 a Wayback Machine. (actualment sense funcionament), el Centro de Arte y Naturaleza Cerro Gallinero (Àvila) i Valdearte a Sierra de Aracena (Huelva). A Suïssa hi ha el Land Art Biel Bienne.

### Roden Crater
L'artista James Turrell va adquirir l'any 1977 un cràter volcànic de 400.000 anys d'antiguitat. El cràter està ubicat en el Camp Volcànic de San Francisco, molt a prop del Painted Desert a Arizona, i del Gran Canyó. El 1979, Turrell va començar la construcció de la seva obra més monumental, convertint el cràter en un observatori i en un lloc d'exploració de la llum, els astres i els moviments celestes. Turrell busca que l'art estigui envoltat de naturalesa de tal manera que la llum natural defineixi els espais. Roden Crater és el resultat del patrocini de la fundació Skytone Foundation en cooperació amb Lannan Foundation i el Dia Center for the Arts.

## Artistes d'art natura
- Vito Acconci
- Betty Beaumont
- Eberhard Bosslet
- Mel Chin
- Walter De Maria
- Lucien den Arend
- Agnes Denes
- Harvey Fite
- Andy Goldsworthy
- Michael Heizer
- Junichi Kakizaki
- Richard Long
- David Nash
- George Papageorge

- Beverly Pepper
- John Pfahl
- Andrew Rogers
- Robert Smithson
- Alan Sonfist
- James Turrell
- Nils Udo
- Jacek Tylicki
- Bill Vazan
- Elisabeth Wierzbicka Wela
- Seth Wulsin
- Ana Mendieta